# 伊勢運輸区

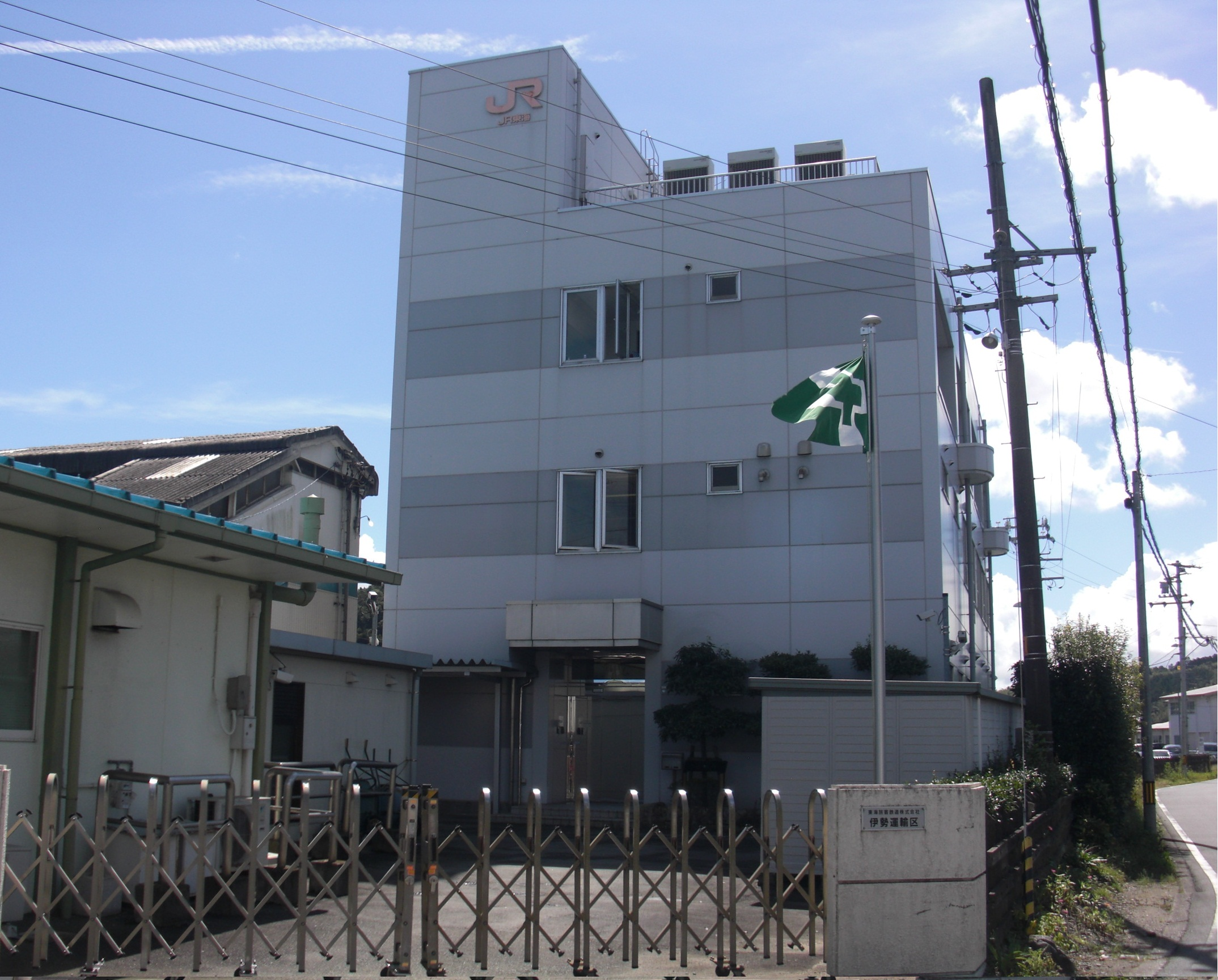
伊勢運輸区

伊勢運輸区（いせうんゆく）は、三重県多気郡多気町多気にある東海旅客鉄道（JR東海）東海鉄道事業本部所属の運転士・車掌が所属する乗務員区所。区所名称から伊勢市内に所在と連想されがちだが、紀勢線多気駅構内に位置している。2016年（平成28年）3月31日をもって伊勢車両区が検修部門を廃止し、伊勢市駅構内は留置線を保有するだけだが、区所名称は変更されていない。（以前は旧車両区が伊勢運輸区の伊勢派出と呼ばれていた。）

## 乗務範囲
- 紀勢本線：亀山 - 新宮間
- 参宮線：全線
- 名松線：全線
- 快速みえ：全区間（名古屋 - 鳥羽間）
- 特急南紀：名古屋 - 新宮間

なお、運転士は2010年3月13日のダイヤ改正まで、車掌は2013年3月16日のダイヤ改正まで、特急南紀のみ、JR西日本管内の紀伊勝浦まで担当していたが、これ以降、新宮 - 紀伊勝浦間はJR西日本新宮列車区が担当するようになった。特に、運転士の会社境界越境運用というのは、当時全国のJR旅客会社では珍しかった。
また、特急南紀や、紀勢本線の一部の普通列車は途中の紀伊長島で乗務員を交代することがある。

## 歴史
- 1990年（平成2年）3月：伊勢運転所の運転部門を伊勢市駅構内から多気駅構内に移転し、亀山運輸区の車掌行路の一部移管を受けて伊勢運輸区が発足する。検修部門を伊勢運輸区 伊勢派出所、運転士が所属する紀伊長島派出所を伊勢運輸区 紀伊長島派出所とする。
- 1991年（平成3年）3月：紀伊長島派出所を紀伊長島駅に移管。紀伊長島派出所の運転士は紀伊長島駅所属となる。
- 2001年（平成13年）4月：伊勢派出所を伊勢車両区として分離する[1]。
- 2012年（平成24年）3月：紀伊長島駅所属運転士を廃止し、伊勢運輸区に行路移管。
- 2018年（平成30年）2月24日：津市や津市観光協会と合同で、名松線沿線の観光をPRするイベントを名古屋市の金山総合駅で開催する[2]。